# Rafa'el Suissa
Rafa'el Suissa (hebrejsky: רפאל סוויסה, neformálně Rafi Suissa, * 5. ledna 1935 – 4. března 2024) byl izraelský politik a poslanec Knesetu za stranu Ma'arach.

## Biografie
Narodil se v Casablance v Maroku. V roce 1950 přesídlil do Izraele. Patřil mezi zakladatele kibucu Komemijut. Vystudoval místní správu a politologii na Bar-Ilanově univerzitě. Sloužil v izraelské armádě a byl raněn během suezské krize v roce 1956.

## Politická dráha
Působil jako vedoucí pracovního odboru na radnici ve městě Mazkeret Batja a jako tajemník a pokladník této obce. V roce 1969 se zde stal i starostou. Byl členem Světového vedení Židů severoafrického původu. V roce 1956 vstoupil do strany Mapaj. Předsedal její pobočce v regionu Judsko. Byl členem sekretariátu a ústředního výboru Strany práce.
V izraelském parlamentu zasedl po volbách v roce 1981, do nichž šel za Ma'arach. Byl členem výboru pro záležitosti vnitra a životního prostředí. Ve volbách v roce 1984 mandát neobhájil. Spoluzakládal asociaci na rehabilitaci vězňů. V letech 1984–1986 působil ve vedení Izraelské vězeňské služby.
Ve volbách v roce 1988 neúspěšně kandidoval za stranu ha-Tnu'a le-Ma'an Chevrat Codikat (התנועה למען חברה צודקת), která ale získala jen 3222 hlasů a nedosáhla na mandáty. Později kandidoval rovněž neúspěšně za stranu Kadima.